# Teixidor coronat
El teixidor coronat (Remiz coronatus) és un ocell de la família dels remízids (Remizidae).

## Hàbitat i distribució
Habita boscos decidus, especialment prop de l'aigua, localment a l'oest de Sibèria des dels Urals i mar d'Aral, cap a l'est fins l'Altai, Caucas, Afganistan i sud de Sibèria, cap a l'est fins Mongòlia i oest de la Xina.